# Derthona Foot Ball Club 1984-1985
Questa voce raccoglie le informazioni riguardanti il Derthona Foot Ball Club nelle competizioni ufficiali della stagione 1984-1985.

## Stagione
Nella stagione 1984-1985 il Derthona ha disputato il girone A del campionato di Serie C2, piazzandosi in quarta posizione appaiato a Lucchese e Pontedera, con 39 punti in classifica. Il torneo è stato vinto con 44 punti dal Siena che ha ottenuto la promozione in Serie C1, mentre al secondo posto con 42 punti si sono piazzate Prato ed Alessandria, per cui si è reso necessario uno spareggio al fine di determinare la seconda promossa: la gara, disputata a Modena il 16 giugno 1985, è stata vinta per 3-2 dai toscani.

## Rosa
| N. |                   | Ruolo | Calciatore          |
| -- | ----------------- | ----- | ------------------- |
|    | Italia (bandiera) | D     | Lorenzo Balestro    |
|    | Italia (bandiera) | A     | Norberto Cappellari |
|    | Italia (bandiera) | C     | Riccardo Cenci      |
|    | Italia (bandiera) | P     | Umberto Domenghini  |
|    | Italia (bandiera) | D     | Maurizio Gabbana    |
|    | Italia (bandiera) | D     | Claudio Gabetta     |
|    | Italia (bandiera) | D     | Stefano Gatti       |
|    | Italia (bandiera) | A     | Marco Grossi        |
|    | Italia (bandiera) | D     | Maurizio Londi      |
|    | Italia (bandiera) | A     | Virginio Molteni    |

| N. |                   | Ruolo | Calciatore              |
| -- | ----------------- | ----- | ----------------------- |
|    | Italia (bandiera) | A     | Rocco Pagano            |
|    | Italia (bandiera) | C     | Cristiano Patta         |
|    | Italia (bandiera) | P     | Gianbattista Piacentini |
|    | Italia (bandiera) | C     | Corrado Ravazzolo       |
|    | Italia (bandiera) | C     | Sandro Walter Salvioni  |
|    | Italia (bandiera) | D     | Enrico Signoroni        |
|    | Italia (bandiera) | D     | Gianpietro Torri        |
|    | Italia (bandiera) | D     | Giampiero Tosini        |
|    | Italia (bandiera) | C     | Walter Zambosco         |